# Urojanetia stoechas
Urojanetia stoechas es una especie de arácnido del orden Mesostigmata de la familia Trachyuropodidae.

## Distribución
Se encuentra en Francia.